# Christian Wilhelm Allers
Christian Wilhelm Allers (Amburgo, 6 agosto 1857 – Karlsruhe, 19 ottobre 1915) è stato un disegnatore, pittore e illustratore tedesco.

## Biografia
Figlio di un commerciante, iniziò a lavorare come litografo e nel 1877 si trasferì a Karlsruhe dove continuò in tale professione. Alla Kunstakademie (l'accademia statale di belle arti) fu studente del Professor Ferdinand Keller.
Nel 1880/1881 prestò servizio nella marina tedesca a Kiel, dove venne aiutato da Anton Alexander von Werner. Sempre a Kiel fece la conoscenza di Klaus Groth, che divenne suo amico.
Allers divenne noto quando pubblicò la sua collezione di stampe, Club Eintracht nel 1888. Seguirono diversi altri libri e raccolte di stampe (ad esempio una su Bismarck), tanto che all'inizio degli anni 1890 fu in grado di farsi costruire una villa a Capri, dove visse per molti anni, passando del tempo anche ad Amburgo, a Karlsruhe, e viaggiando per il mondo.
Nell'autunno 1902, fu coinvolto in uno scandalo: Friedrich Alfred Krupp, altra persona celebre che viveva a Capri, venne accusato di omosessualità e pederastia, e Allers con lui (Krupp morì poche settimane dopo, probabilmente suicida). Allers, avvisato in tempo, riuscì a fuggire prima dell'inizio dell'azione legale, che portò ad una sentenza di quattro anni e mezzo di prigione, pronunciata in contumacia. Secondo Tito Fiorani (Le dimore del mito, La Conchiglia, Capri 1996, pp. 23-24):
I giornali italiani furono più duri nel condannare i due tedeschi:
((La propaganda - quotidiano socialista, 8 dicembre 1902))
Allers lasciò Capri e cominciò a viaggiare per il mondo per più di 10 anni, trascorrendo qualche tempo in Nuova Zelanda, Samoa, e Australia. In questo periodo, usò spesso lo pseudonimo di "W. Andresen", e guadagnò eseguendo ritratti di persone benestanti.
Morì nel 1915, pochi mesi dopo il suo ritorno in Germania.

## Arte
C.W. Allers fu un artista naturalista. I suoi disegni sono ricchi di dettagli e hanno uno stile realistico, mancando spesso di emozioni. Anche se i disegni sembrano realistici, Allers talvolta aggiunse nelle scene persone che non si trovavano sul posto. In questo senso non era un realista.
Dal punto di vista tecnico, Allers usava spesso le matite. I suoi disegni a colori erano solitamente fatti a matita e colorati successivamente (pastello, olio...).
I suoi soggetti preferiti erano:
- Scene di vita quotidiana (ad es.: Club Eintracht, Spreeathener, Hochzeitsreise);
- Resoconti di viaggio (ad es.: La bella Napoli, Rund um die Welt, Unter deutscher Flagge);
- Ritratti.

## Libri d'immagini e raccolte d'illustrazioni
1. 1887 Hinter den Coulissen
2. 1888 Die Meininger
3. 1888 Club Eintracht - Eine Sommerfahrt
4. 1889 Eine Hochzeitsreise durch die Schweiz
5. 1889 Spreeathener. Berliner Bilder (riedito nel 1979, ISBN 3-7925-0263-1).
6. 1890 Die silberne Hochzeit
7. 1891 Unsere Marine. Alltag in der Kaiserlichen Marine um 1890, (riedito nel 1993, ISBN 3-89488-051-1).
8. 1891 Backschisch (riedito nel 1973, ISBN 3-7702-2700-X).
9. 1892 Capri
10. 1892 Fürst Bismarck in Friedrichsruh
11. 1893 La bella Napoli
12. 1896 Hochzeitsreise nach Italien
13. 1898 Das deutsche Jägerbuch
14. 1898 Rund um die Erde
15. 1898 Unser Bismarck. Gedächtnis-Ausgabe
16. 1900 Unter deutscher Flagge
17. 1902 Das deutsche Corpsleben

## Galleria d'immagini

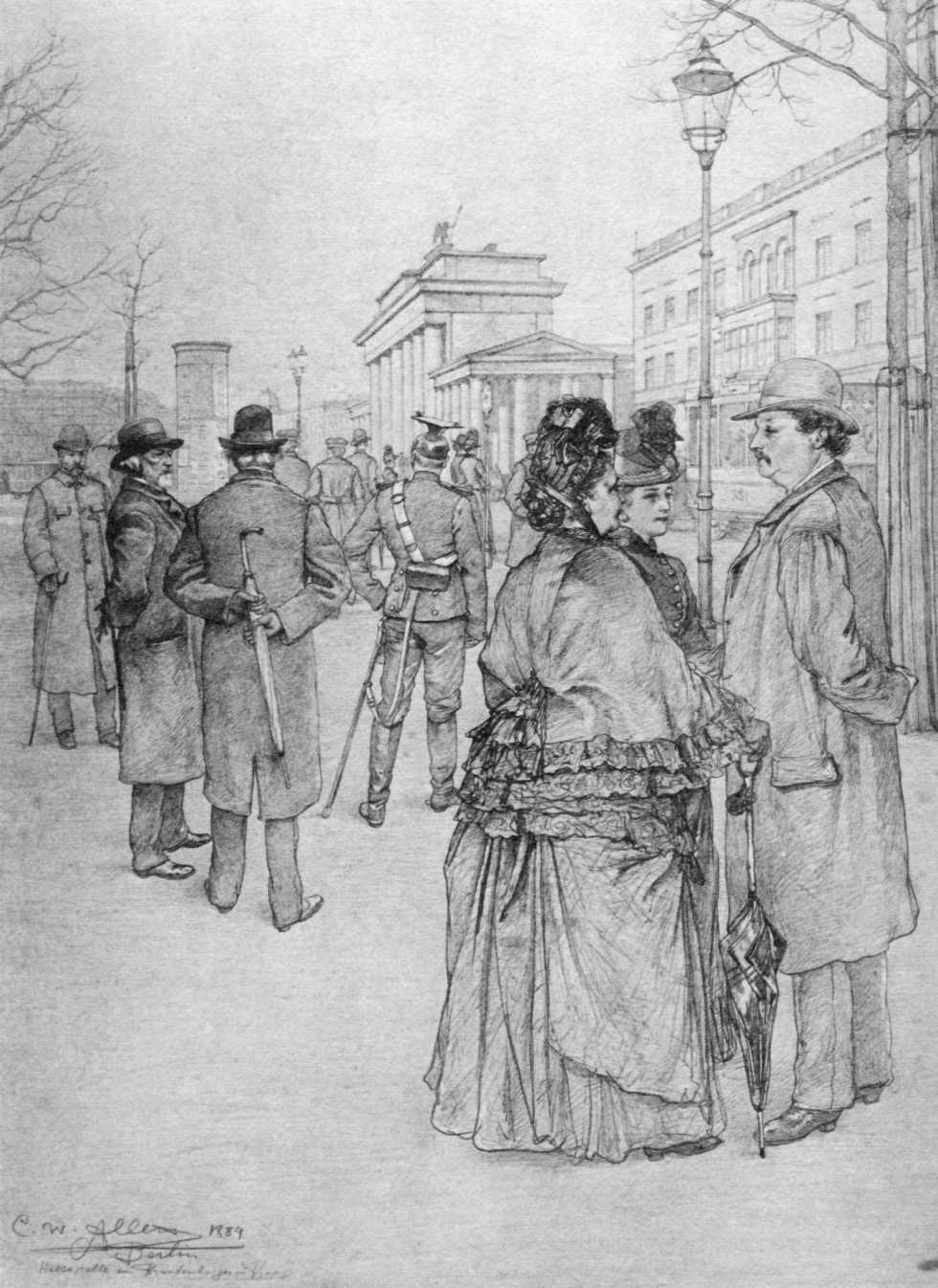
Berlino (alla Porta di Brandeburgo) (1889).
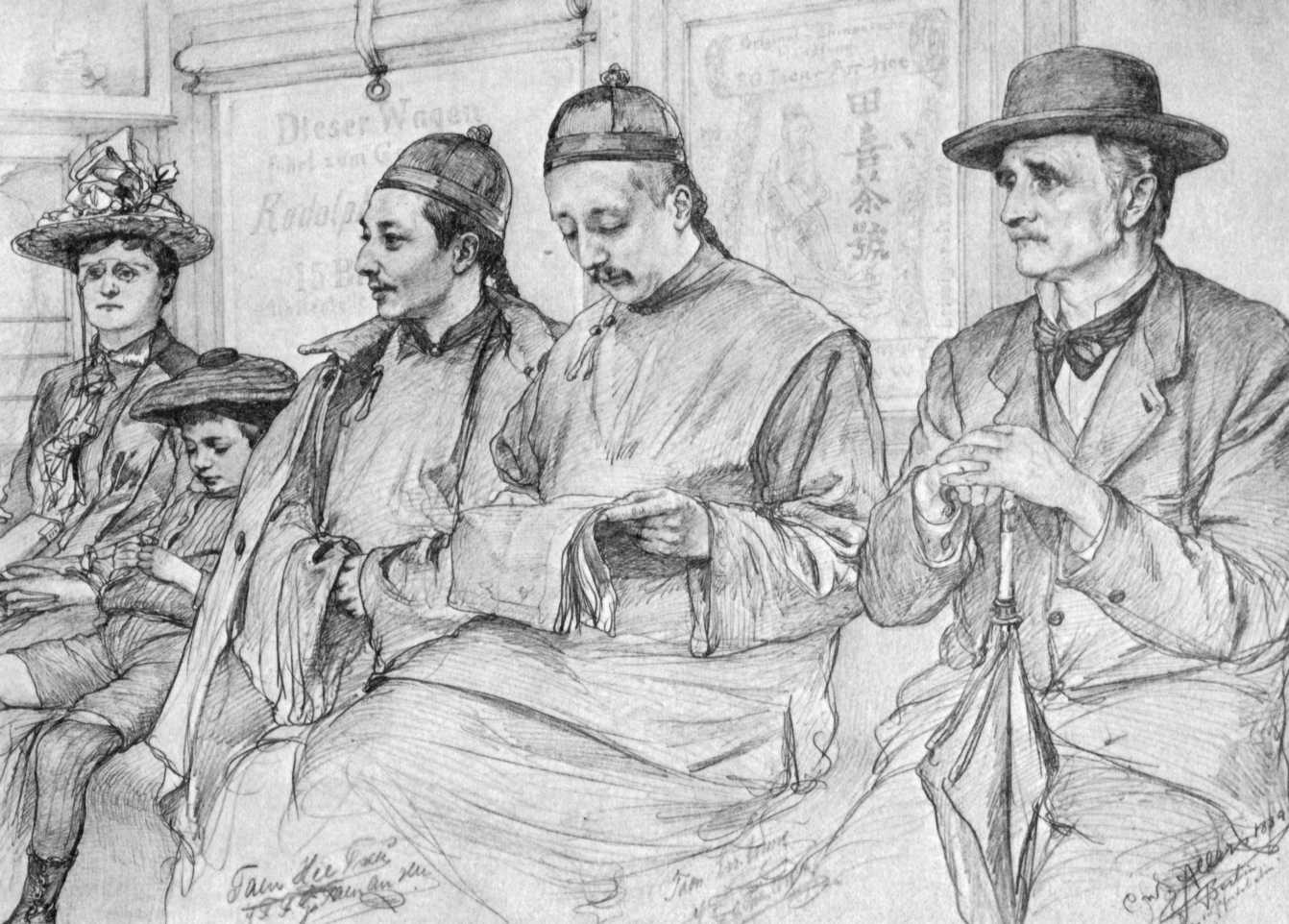
Berlin (Cinesi sul tram a cavalli, 1889).
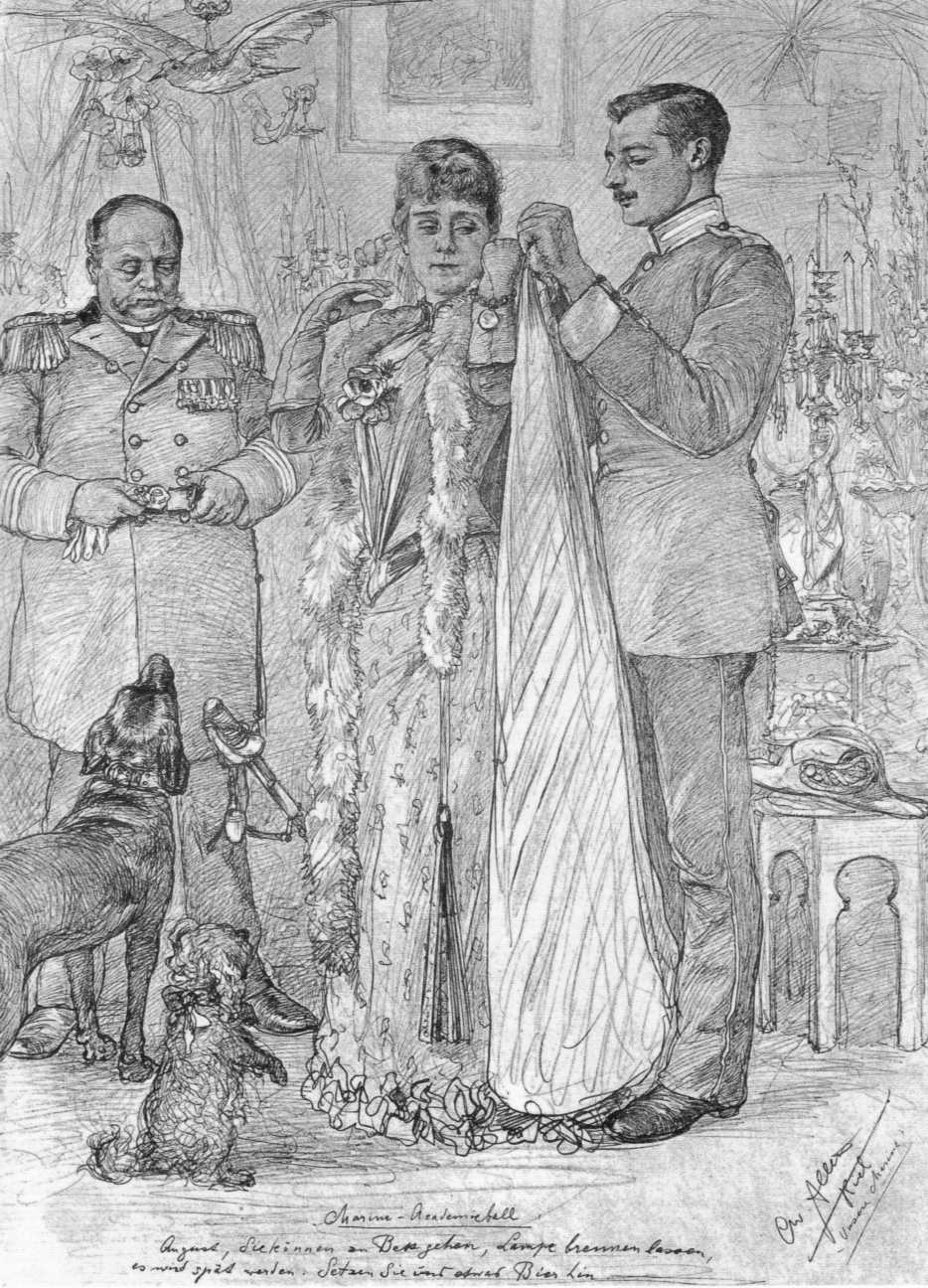
Ballo all'Accademia di Marina, (1891).
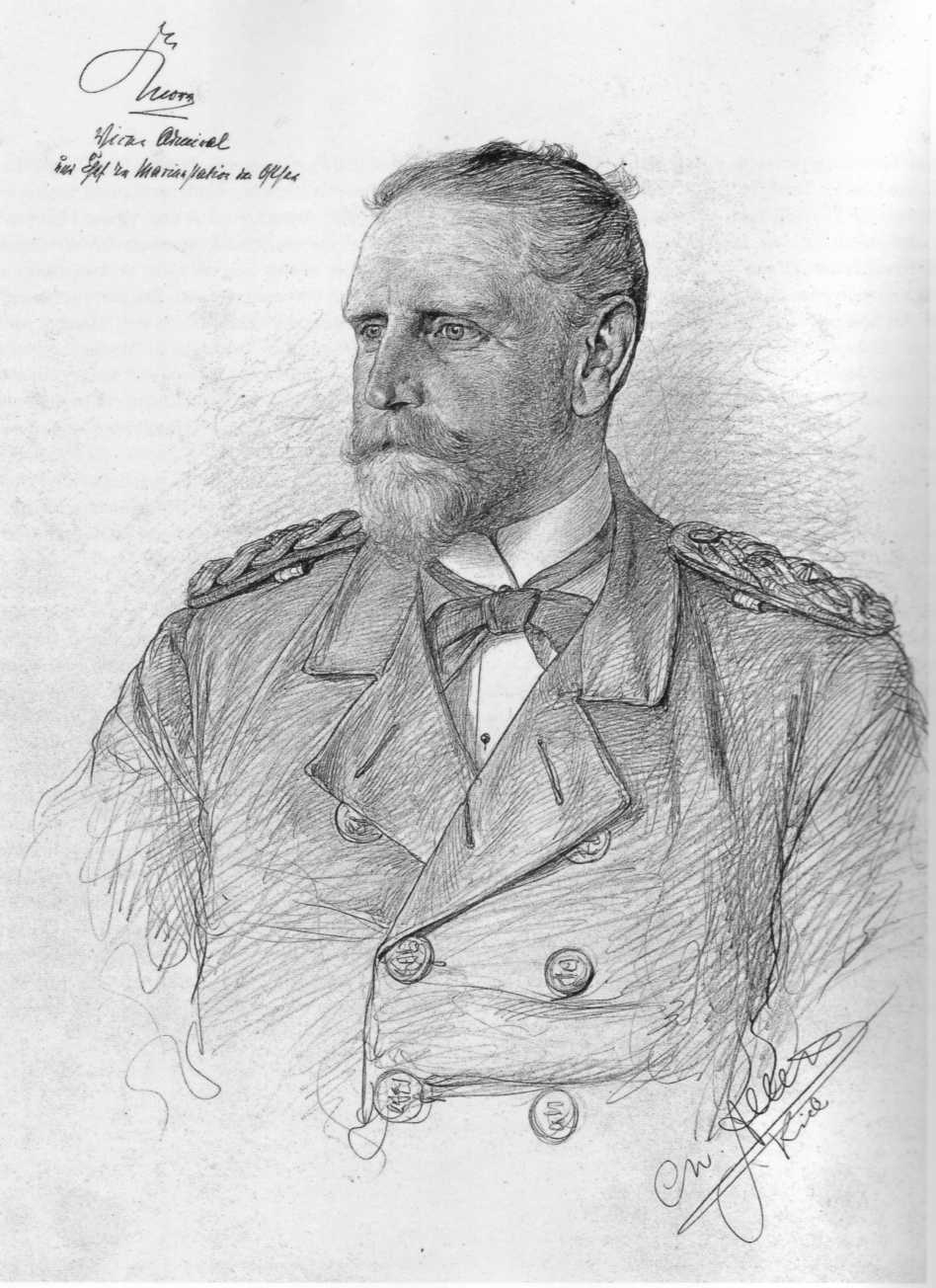
Il viceammiraglio Knorr, (1891 ca).
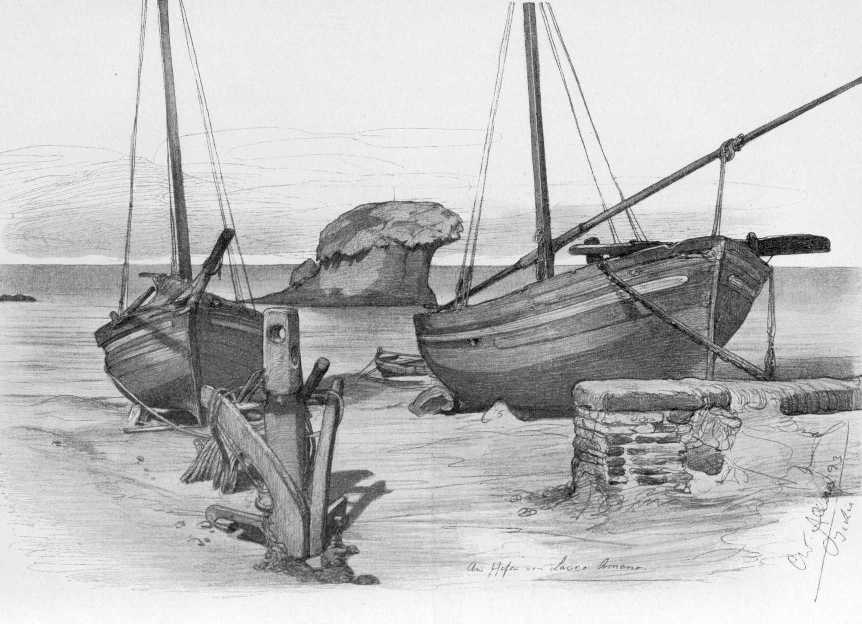
Al porto di Lacco Ameno (Ischia) (1893).
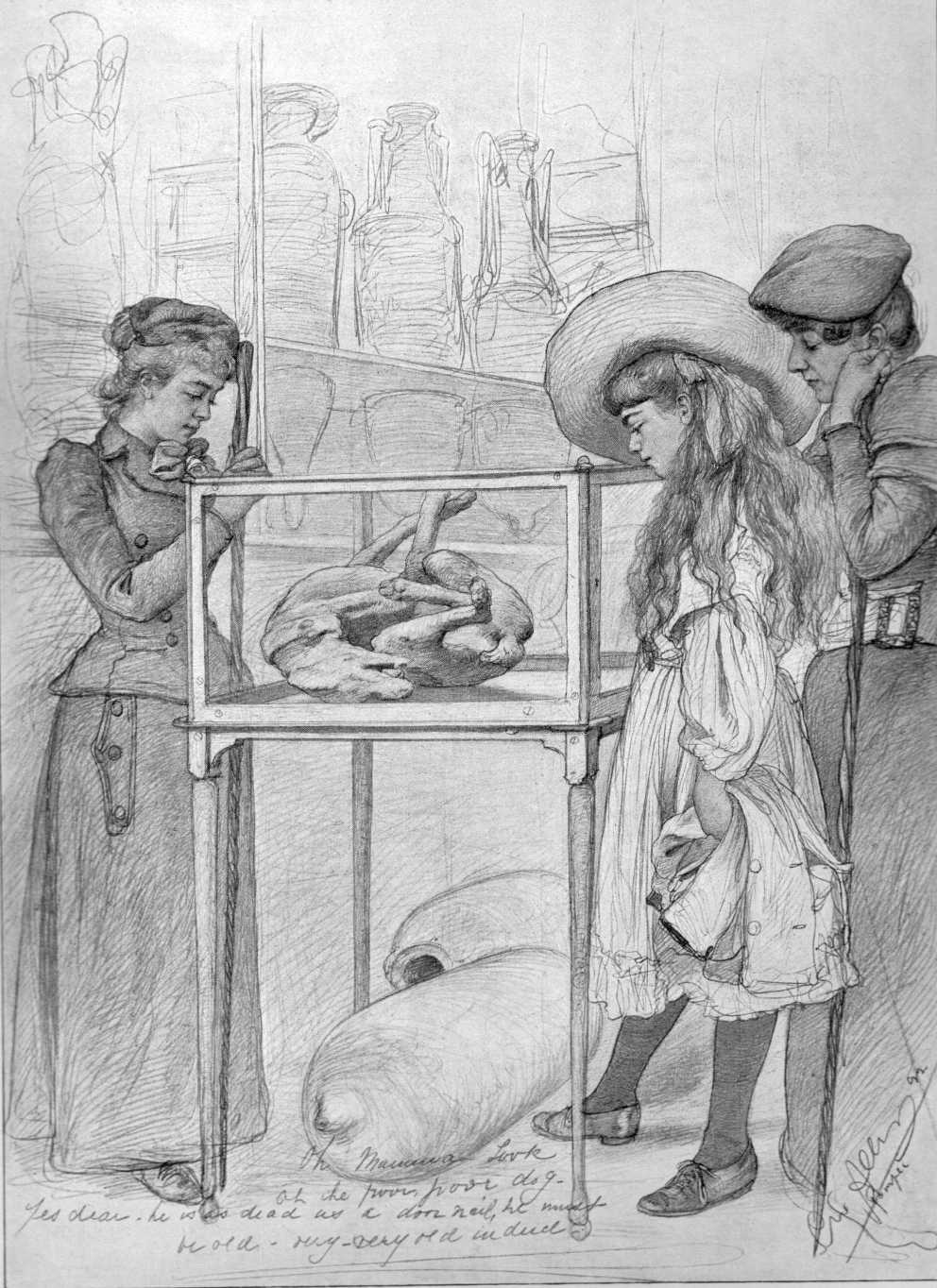
"Pompei: 'Oh povero cagnolino!", (1893).
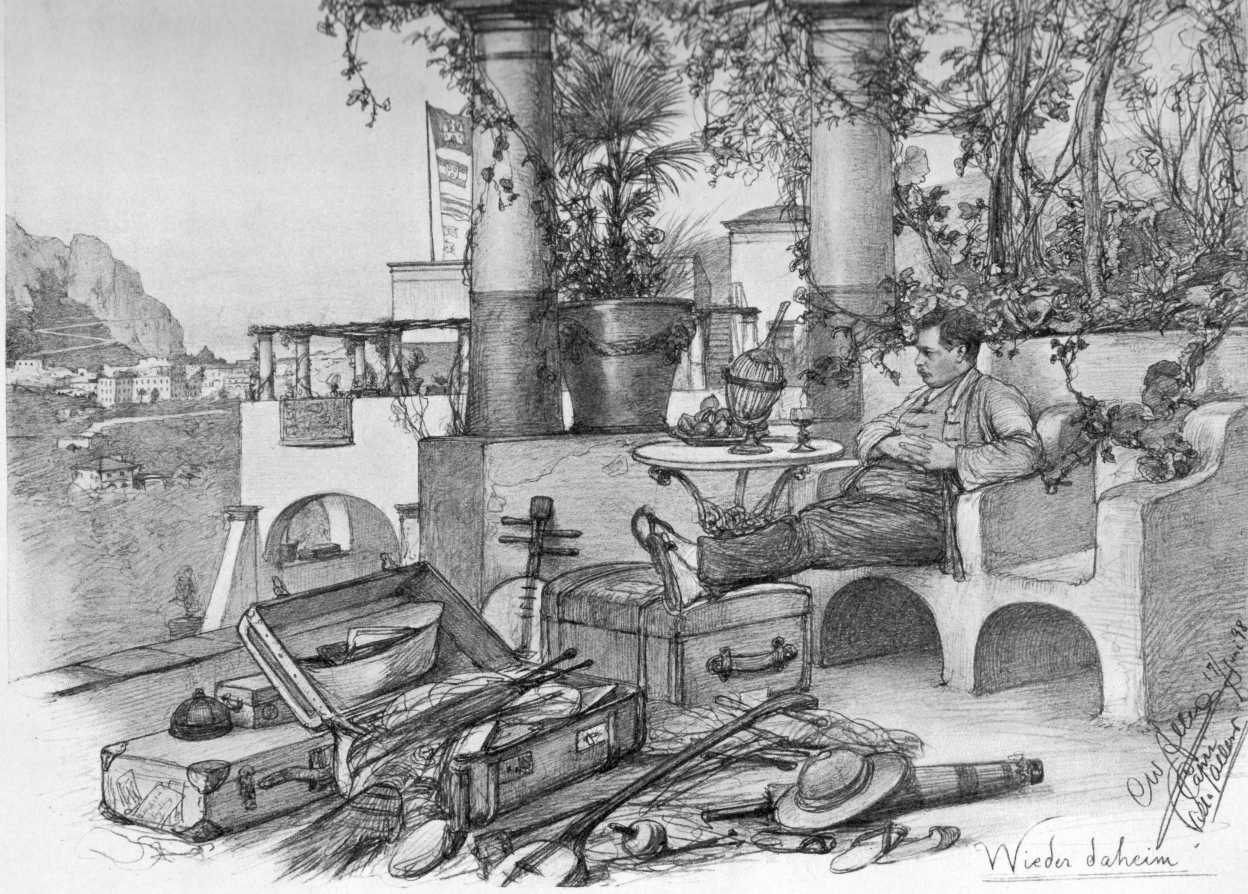
Capri, Villa Allers, (1898).
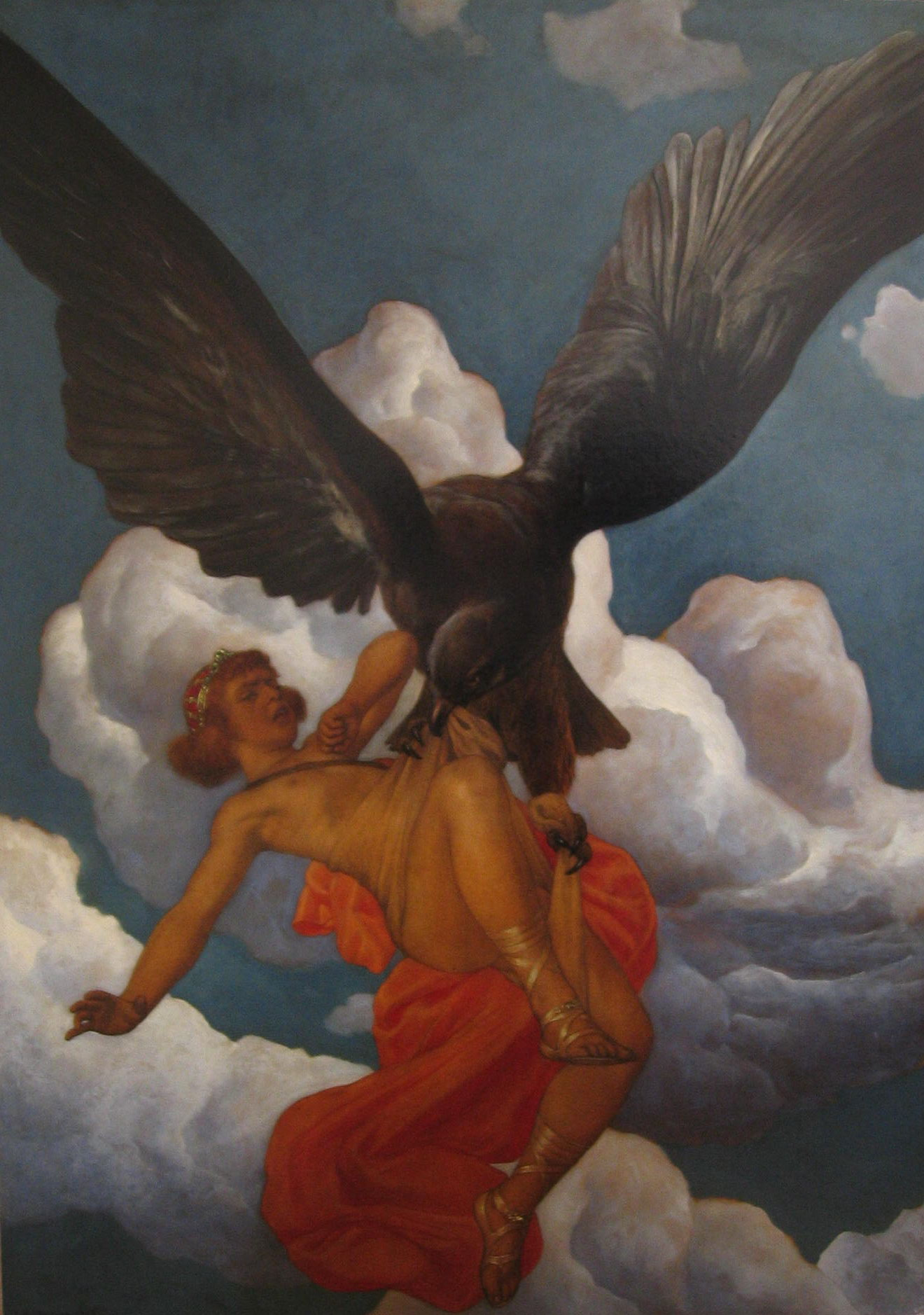
Ganimede (1914, firmato 'W. Andresen', come spesso dopo lo scandalo omosessuale del 1902).